# Stadio internazionale Otunba Dipo Dina
Lo Stadio internazionale Otunba Dipo Dina (in inglese Otunba Dipo Dina International Stadium), precedentemente noto come Gateway Stadium, è uno stadio multi uso nella città di Ijebu Ode, in Nigeria. È attualmente usato principalmente per le partite di Calcio del FC Ebedei. Lo stadio ha una capienza di 20 000 persone. 
Restaurato per il campionato mondiale di calcio Under-17 del 2009, è stato ridenominato Stadio internazionale Otunba Dipo Dina, in onore dell'omonimo politico assassinato.